# Lucio Lucrezio Tricipitino
Lucio Lucrezio Tricipitino (... – 462 a.C.) è stato un politico e militare romano.

## Console
Fu eletto console nell'anno 462 a.C., con Tito Veturio Gemino Cicurino.
Dopo la pestilenza che aveva colpito Roma l'anno precedente, la situazione in città si era andata normalizzando, così che, quando gli Ernici vennero a chiedere aiuto contro i continui sconfinamenti e saccheggi subiti dai Volsci, Roma fu in grado di approntare due eserciti da inviare in aiuto degli alleati, affidandone il comando ai due consoli.
Mentre Veturio conduceva la guerra nel territorio dei Volsci, a Lucrezio fu affidata la campagna contro gli Equi, che però preferirono non contrastare i Romani in campo aperto, restando a presidiare le città.
Lucrezio comandava l'esercito che sbaragliò un numeroso contingente di Volsci, che aveva compiuto numerose razzie nella zona di Gabii, in quella di Tuscolo e in quella circostante la stessa Roma, mentre tentava di rientrare nel proprio territorio con il bottino.
(Tito Livio, Ab Urbe Condita, III. 8)
Di lì a poco, gli eserciti consolari riuniti, sbaragliarono i resti dei contingenti Volsci ed Equi, anch'essi riunitisi per dare battaglia ai romani. Lucrezio lasciò per tre giorni esposto in Campo Marzio il bottino strappato ai razziatori nemici, affinché i legittimi proprietari potessero rivendicarne la proprietà. Anche per questo gli fu concesso il trionfo, mentre il collega otteneva una semplice ovazione..
Nell'anno del suo consolato il tribuno della plebe Gaio Terentilio Arsa presentò la legge che dal suo nome fu chiamata, appunto, Lex Terentilia, che proponeva la formazione di un comitato di cinque cittadini al quale doveva essere affidato l'incarico di stendere definitivamente le norme che vincolassero il potere dei consoli, allora praticamente senza limiti. Complice il trionfo, per quell'anno non si parlò più di questa legge.